# Christmas (Pet Shop Boys)
Christmas is een ep die de Pet Shop Boys in december 2009 uitbrachten, als opvolger van het studioalbum Yes, dat eerder dat jaar verscheen.
De ep bevat vijf nummers. De hoofdtrack is een nieuwe versie van het nummer It doesn't often snow at Christmas, dat in 1997 werd uitgedeeld aan leden van de fanclub. De nieuwe versie is gemixt door de Engelse producer Marius de Vries, die ook het nummer All over the world van het album Yes onderhanden nam.
De ep bevat ook een cover van het nummer Viva la Vida van Coldplay, gecombineerd met het Pet Shop Boys-nummer Domino dancing uit 1988. De tracklisting bevat nog een cover: My girl, oorspronkelijk van Madness.
Bij het nummer All over the world werd een officiële videoclip gemaakt met beelden uit de Pandemonium-tournee. De ep bereikte nummer 40 in de Engelse hitparade.

## Tracklisting
1. "It doesn't often snow at Christmas" (new version) – 03:51
2. "My girl" – 03:43
3. "All over the world" (new version) – 03:49
4. "Viva la Vida/Domino dancing" – 05:33
5. "My Girl" (Our house mix) – 05:49